# Tatxanka

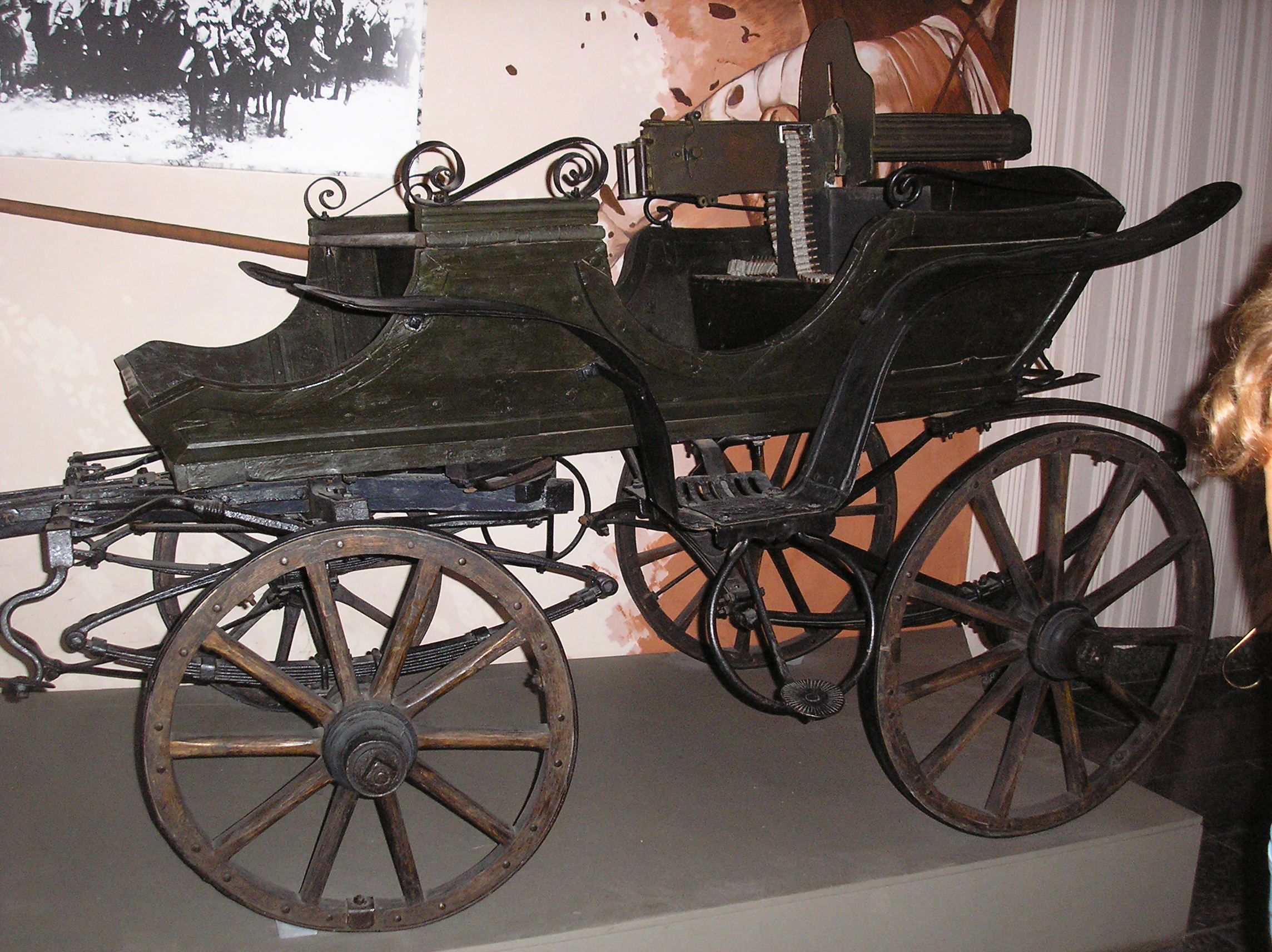
Tatxanka de l'Exèrcit Negre, exposada al museu de Guliaipolé (Ucraïna).

La tatxanka (en rus: тачанка) fou un vehicle remolcat per cavalls i armat amb una metralladora, generalment una carreta o carro obert amb una metralladora a la seva part posterior. Una tatxanka pot ser remolcada per dos o quatre cavalls i té una tripulació de dos o tres persones (el conductor i els encarregats de la metralladora). La seva invenció s'atribueix a Nèstor Makhnò. Fou utilitzada durant la Guerra Civil russa, la Primera Guerra Mundial i fins i tot la Segona Guerra Mundial.

## Origen
Hi ha almenys dues possibles hipòtesis sobre l'origen de la paraula tatxanka. El diccionari etimològic de Max Vasmer suggereix que la paraula deriva de l'ucraïnès netychanka ("нетичанка"), najtyczanka en polonès, un tipus de carruatge anomenat així per ser fabricat a la ciutat de Neutitschein (avui a Nový Jičín), a la República Txeca. Segons una altra teoria, és un diminutiu ucraïnès de la paraula tachka ("та́чка"), que significa carretó. Mentre que una altra teoria és que es tractaria d'una contracció de Tavrichanka, els resistents carruatges del sud d'Ucraïna i Crimea, que al seu torn deriva de Tavria, regió històrica del sud d'Ucraïna coneguda com a Tàurica.

## Adopció
Un carruatge civil remolcat per cavalls podia ser fàcilment transformat per ser empleat en combat i viceversa. Ja els britànics havien empleat carros amb metralladora similars durant la Guerra Bòer de 1899-1902, però aquells només podien obrir foc estacionats o amb la metralladora muntada sobre el seu trípode a terra, mentre que la tatxanka era capaç de disparar en moviment. Això va fer que la tatxanka fora molt popular durant la Primera Guerra Mundial al Front Oriental, on fou empleada per la Cavalleria russa. L'ocupació de tatxanques aconseguí el seu apogeu durant la Guerra Civil russa, especialment a les regions del sud de Rússia i Ucraïna, on els fronts foren fluctuants i la guerra mòbil tingué gran importància.
Les tàctiques usades per les tatxanques foren semblant a les de lartillado, el seu successor. Es centraren en prendre avantatge de la seva velocitat per sorprendre l'enemic. Abans de la introducció de l'automòbil o el tanc al camp de batalla, les tatxanques forenn l'únic mitjà per moure amb rapidesa les pesades i voluminoses metralladores de la Primera Guerra Mundial. La velocitat del carro remolcat per cavalls podia usar-se per a situar la metralladora en una posició avantatjosa, obrint foc contra l'enemic abans que tingués temps de reaccionar. Podia acostar-se al blanc fingint ser un vehicle civil, descobrir la seva metralladora, i disparar, o podia polvoritzar un sector del seu objectiu desplaçant-se a gran velocitat. Qualsevol dels mètodes servia tant per a l'ús militar regular com per a la guerrilla. Com la metralladora apuntava cap a la part posterior del carruatge, les tatxanques podien defensar-se contra la cavalleria enemiga que les perseguia després d'un assalt i cobrir les retirades amb foc de suport. Nèstor Makhnò fou qui inicià l'ocupació massiva de tatxanques en combat. Les tropes de Maknnò es basaren molt en l'ocupació de tatxanques, fins a tal punt que un makhnovista es referia als seus camarades i a si mateix com "una república de tatxanques". L'Exèrcit Revolucionari d'Insurrecció d'Ucraïna fou el primer que les usà de forma sistemàtica i massiva, principalment contra la cavalleria enemiga. Els makhnovistes també les usaren per a transportar tropes (cobrint uns 100 km. diaris). Les tatxanques foren ràpidament adoptades per l'Exèrcit Roig, on es feren famoses gràcies a Vasili Txapàiev.
La tatxanka fou adoptada més tard per diversos exèrcits, especialment l'Exèrcit polonès, que les utilitzà durant la Guerra poloneso-soviètica. La majoria d'aquestes foren inicialment improvisades, encara que l'Exèrcit polonès també adoptà dos models de taczanka fabricades en sèrie. Aquestes foren empleades durant la invasió soviètica de Polònia de 1939 per a donar suport als esquadrons de cavalleria. Foren presents en cada esquadró de metralladores pesades de cavalleria i companyia de metralladores pesades d'infanteria.

## Armament
Malgrat una certa estandardització, l'armament de les tatxanques s'improvisà en la majoria dels casos. A Rússia, s'utilitzà amb freqüència la metralladora pesant estàndard Maxim M1910. La cavalleria polonesa a la Guerra polonesosoviètica sovint armà les seves tatxanques amb qualsevol tipus de metralladora disponible, incloent la Maxim M1910, la Schwarzlose MG M.07/12, la Hotchkiss M1914 i la Browning M1917. Els posteriors models estàndard de l'Exèrcit polonès anaren armats amb la metralladora Ckm wz.30, una versió polonesa de la Browning M1917, que també podia usar-se com a arma antiaèria. Les tatxanques també foren adoptades pel Heer, les forces terrestres de la Wehrmacht alemanya, que usaren el model Jf.5, armat amb una bateria de dos metralladores MG34, per a la defensa antiaèria durant tota la Segona Guerra Mundial.

## En la cultura popular
- Una de les cançons que glorifiquen a l'Exèrcit Roig durant la Guerra Civil russa es deia Tatxanka. El següent fragment, traduït literalment, diu:

I fins al dia d'avui, l'enemic té malsons
Sobre l'espessa pluja de plom,
La carreta de batalla,
I el jove ametralladorista.
- Les tatxanques apareixen a les pel·lícules soviètiques clàssiques com Txapàiev i Miles of fire. Una variant moderna de tatxanka es pot veure a la pel·lícula de culte russa Brat 2.
- Al videojoc de 2015 Tom Clancy's Rainbow Six Siege, hi ha un operador rus jugable de nom «Tachanka» que té l'habilitat de muntar una metralladora DP a un trípode protegit amb escut.[9]
- El llibre La Cavalleria Roja, escrit per Isaak Bàbel, dedica el seu 11è capítol («Tractat sobre la tatxanka») a aquest vehicle armat.[10]